# Knipolegus
Knipolegus es un género de aves paseriformes perteneciente a la familia Tyrannidae que agrupa a especies nativas de América del Sur, cuyas áreas de distribución se encuentran desde el norte de Venezuela hasta el centro de Argentina. A sus miembros se les conoce por el nombre común de viuditas.

## Etimología
El nombre genérico masculino «Knipolegus» se compone de las palabras del griego «knips, knipos» que significa ‘insecto’, y «legō» que significa ‘agarrar’, ‘capturar’.

## Características
Las aves de este género son tiránidos medianos, midiendo entre 13 y 21 cm de longitud, que habitan primariamente en terrenos boscosos o selváticos. Los machos de todas las especies, con excepción de la viudita colirrufa, son principalmente negros o grises, las hembras son pardas y a menudo estriadas por abajo. Los picos son a menudo azules o gris azulado, y el iris casi siempre rojo. Son notablemente tranquilos y algunos también muy inconspicuos.

## Lista de especies
Según las clasificaciones del Congreso Ornitológico Internacional (IOC) y Clements Checklist/eBird, agrupa a las siguientes especies, con su respectivo nombre común de acuerdo con la Sociedad Española de Ornitología (SEO), excepto cuando referenciado específicamente:
| Imagen | Nombre científico                 | Autor                          | Nombre común                   | Estado de conservación | Distribución |
| ------ | --------------------------------- | ------------------------------ | ------------------------------ | ---------------------- | ------------ |
|        | Knipolegus orenocensis            | Berlepsch, 1884                | viudita ribereña (del Orinoco) | LC                     |              |
|        | Knipolegus (orenocensis) sclateri | Hellmayr, 1906                 | viudita ribereña del Amazonas  | LC                     |              |
|        | Knipolegus poecilurus             | (P.L. Sclater, 1862)           | viudita colirrufa              | LC                     |              |
|        | Knipolegus poecilocercus          | (Pelzeln, 1868)                | viudita amazónica              | LC                     |              |
|        | Knipolegus franciscanus           | Snethlage, 1928                | viudita del Río São Francisco  | LC                     |              |
|        | Knipolegus lophotes               | Boie, 1828                     | viudita copetona               | LC                     |              |
|        | Knipolegus nigerrimus             | (Vieillot, 1818)               | viudita aterciopelada          | LC                     |              |
|        | Knipolegus signatus               | (Taczanowski, 1875)            | viudita andina septentrional   | LC                     |              |
|        | Knipolegus cabanisi               | Schulz, 1882                   | viudita andina meridional      | LC                     |              |
|        | Knipolegus cyanirostris           | (Vieillot, 1818)               | viudita picoceleste            | LC                     |              |
|        | Knipolegus striaticeps            | (d'Orbigny & Lafresnaye, 1837) | viudita chaqueña               | LC                     |              |
|        | Knipolegus aterrimus              | Kaup, 1853                     | viudita aliblanca              | LC                     |              |
|        | Knipolegus (aterrimus) heterogyna | Berlepsch, 1907                | viudita del Marañón            | LC                     |              |
|        | Knipolegus hudsoni                | P.L. Sclater, 1872             | viudita patagona               | LC                     |              |

## Taxonomía